# Lijst van rijksmonumenten in Lochem (plaats)
De plaats Lochem telt 66 inschrijvingen in het rijksmonumentenregister. Hieronder een overzicht.
| Object                                                                      | Oorspronkelijke functie?  | Bouwjaar                                           | Architect      | Locatie                 | Coördinaten?                  | Nr.?   | Afbeelding               |
| --------------------------------------------------------------------------- | ------------------------- | -------------------------------------------------- | -------------- | ----------------------- | ----------------------------- | ------ | ------------------------ |
| Pand met trapgevel                                                          | Woonhuis                  | 1638                                               |                | Markt 1                 | 52° 9' 41" NB, 6° 24' 55" OL  | 25921  | Pand met trapgevel       |
| Stadhuis                                                                    | Bestuursgebouw en onderdl | 1634-1640 (bouw) 1741 (verbouwd) 1898-1900 (rest.) |                | Markt 2                 | 52° 9' 41" NB, 6° 24' 55" OL  | 25919  | Meer afbeeldingen        |
| Grote of Sint-Gudulakerk                                                    | Kerk en kerkonderdeel     | 15e eeuw (ingebruikname)                           |                | Markt 4                 | 52° 9' 42" NB, 6° 24' 58" OL  | 25920  | Meer afbeeldingen        |
| Pand onder schilddak                                                        | Werk-woonhuis             | derde kwart 19e eeuw                               |                | Bierstraat 10           | 52° 9' 40" NB, 6° 24' 56" OL  | 25922  | Meer afbeeldingen        |
| Hoekpand, schilddak met topschoorsteen                                      | Woonhuis                  | tweede kwart 19e eeuw                              |                | 't Ei 1                 | 52° 9' 41" NB, 6° 24' 60" OL  | 25923  | Meer afbeeldingen        |
| 'Bleekhuisje'                                                               | Woonhuis                  | mogelijk 18e eeuw                                  |                | Westerbleek 5           | 52° 9' 41" NB, 6° 24' 43" OL  | 25924  | Meer afbeeldingen        |
| Sociëteit                                                                   | Welzijn, kunst en cultuur | ca. 1840                                           |                | Oosterwal 22            | 52° 9' 37" NB, 6° 25' 3" OL   | 25925  | Meer afbeeldingen        |
| Huis java: hoofdgebouw                                                      | Kasteel, buitenplaats     | derde kwart 19e eeuw                               |                | Zwiepseweg 2            | 52° 9' 29" NB, 6° 24' 55" OL  | 25926  | Meer afbeeldingen        |
| Verdedigingswerken                                                          | Gracht                    | 16e/17e eeuw                                       |                | Verdedigingswerken Zuid | 52° 9' 40" NB, 6° 25' 7" OL   | 25928  | Verdedigingswerken       |
| Synagoge                                                                    | Kerk en kerkonderdeel     | 1865                                               |                | Westerwal 6             | 52° 9' 40" NB, 6° 24' 46" OL  | 341522 | Meer afbeeldingen        |
| Ampsen: kasteel                                                             | Kasteel, buitenplaats     | 17e eeuw en later                                  |                | Laan Ampsen 8           | 52° 10' 23" NB, 6° 25' 24" OL | 403613 | Meer afbeeldingen        |
| Ampsen: historische tuin- en parkaanleg bestaat uit drie delen              | Tuin, park en plantsoen   | 18e/19e eeuw                                       |                | Laan Ampsen bij 8       | 52° 10' 53" NB, 6° 25' 57" OL | 403621 | Meer afbeeldingen        |
| Ampsen: zuidoostelijk bouwhuis                                              | Bijgebouwen kastelen enz. | 17e/18e eeuw                                       |                | Laan Ampsen 8A          | 52° 10' 24" NB, 6° 25' 24" OL | 405662 | Meer afbeeldingen        |
| Ampsen: noordwestelijk bouwhuis                                             | Bijgebouwen kastelen enz. | 17e/18e eeuw                                       |                | Laan Ampsen 8           | 52° 10' 23" NB, 6° 25' 24" OL | 405670 | Meer afbeeldingen        |
| Ampsen: balustrade, toegangshek en toegangsbrug aan het voorplein           | Tuin, park en plantsoen   | ca. 1760                                           |                | Laan Ampsen bij 8A      | 52° 10' 25" NB, 6° 25' 26" OL | 405681 | Meer afbeeldingen        |
| Ampsen: rechtzijdig muurwerk                                                | Tuin, park en plantsoen   | 18e/19e eeuw                                       |                | Laan Ampsen bij 8       | 52° 10' 25" NB, 6° 25' 23" OL | 405690 | Upload foto              |
| Ampsen: zonnewijzer                                                         | Tuin, park en plantsoen   | laatste kwart 18e eeuw                             |                | Laan Ampsen bij 8A      | 52° 10' 21" NB, 6° 25' 22" OL | 405699 | Upload foto              |
| Ampsen: houten tuinprieel                                                   | Tuin, park en plantsoen   | 19e eeuw                                           |                | Laan Ampsen bij 8       | 52° 10' 21" NB, 6° 25' 22" OL | 405708 | Upload foto              |
| Ampsen: mausoleum                                                           | Tuin, park en plantsoen   | ca. 1870                                           |                | Laan Ampsen bij 8       | 52° 10' 26" NB, 6° 25' 17" OL | 405743 | Upload foto              |
| Ampsen: twee brugleuningen annex zitbank en dubbele sluis                   | Brug                      | 1852                                               |                | Laan Ampsen bij 8       | 52° 10' 26" NB, 6° 25' 23" OL | 405751 | Upload foto              |
| Ampsen: woning in rode baksteen                                             | Woonhuis                  | 1852                                               |                | Laan Ampsen 17          | 52° 10' 8" NB, 6° 25' 26" OL  | 405761 | Meer afbeeldingen        |
| Ampsen: buitenplaats                                                        | Woonhuis                  | ca. 1900                                           |                | Bouwdijk 1              | 52° 10' 18" NB, 6° 25' 46" OL | 405770 | Upload foto              |
| Huis Java: voormalig koetshuis, nu verbouwd tot dubbele woning              | Bijgebouwen kastelen enz. |                                                    |                | Barchemseweg 1          | 52° 9' 28" NB, 6° 24' 54" OL  | 508531 | Meer afbeeldingen        |
| Huis Java: tuinhuisje                                                       | Tuin, park en plantsoen   |                                                    |                | Barchemseweg bij 1      | 52° 9' 28" NB, 6° 24' 57" OL  | 511164 | Upload foto              |
| Huis Java: tuinmuur                                                         | Tuin, park en plantsoen   |                                                    |                | Zwiepseweg bij 2        | 52° 9' 28" NB, 6° 24' 56" OL  | 511165 | Upload foto              |
| De Heest: landhuis                                                          | Kasteel, buitenplaats     | 16e eeuw tot 1908                                  |                | De Heest 3              | 52° 9' 16" NB, 6° 27' 19" OL  | 512214 | Meer afbeeldingen        |
| De Heest: parkaanleg                                                        | Tuin, park en plantsoen   |                                                    |                | De Heest bij 1          | 52° 9' 13" NB, 6° 27' 18" OL  | 512215 | Meer afbeeldingen        |
| De Heest: koetshuis                                                         | Bijgebouwen kastelen enz. | 1908                                               |                | De Heest 1              | 52° 9' 18" NB, 6° 27' 19" OL  | 512217 | Upload foto              |
| De Boekhorst                                                                | Kasteel, buitenplaats     | 1845                                               | J.A. Gerretsen | Boekhorstlaan 8         | 52° 9' 5" NB, 6° 21' 25" OL   | 519301 | Meer afbeeldingen        |
| De Boekhorst: parkaanleg                                                    | Tuin, park en plantsoen   | midden 19e eeuw                                    |                | Boekhorstlaan bij 8     | 52° 9' 2" NB, 6° 21' 17" OL   | 519302 | De Boekhorst: parkaanleg |
| De Boekhorst: koetshuis                                                     | Bijgebouwen kastelen enz. | midden 19e eeuw                                    |                | Boekhorstlaan bij 8     | 52° 9' 5" NB, 6° 21' 25" OL   | 519303 | Upload foto              |
| De Boekhorst: ornament                                                      | Tuin, park en plantsoen   | 18e-19e eeuw                                       |                | Boekhorstlaan bij 8     | 52° 9' 2" NB, 6° 21' 17" OL   | 519304 | Upload foto              |
| Beukenstein                                                                 | Woonhuis                  | 1917                                               |                | Ampsenseweg 19          | 52° 10' 4" NB, 6° 25' 25" OL  | 519510 | Upload foto              |
| Gietijzeren lantaarnpaal met vijf gaslantaarns van het type ritter-lantaarn | Straatmeubilair           | 1862-1887                                          |                | Markt bij 26            | 52° 9' 43" NB, 6° 24' 58" OL  | 519511 | Meer afbeeldingen        |
| Villa Berlage                                                               | Woonhuis                  | 1885                                               |                | Nieuweweg 54            | 52° 9' 24" NB, 6° 25' 15" OL  | 519512 | Villa Berlage            |
| Watertoren                                                                  | Nutsbedrijf               | 1924                                               | H. Wessel      | Paasberg 6              | 52° 9' 11" NB, 6° 24' 46" OL  | 519513 | Watertoren               |
| 't Keppelke                                                                 | Woonhuis                  | 1911                                               |                | Marinus Naefflaan 24    | 52° 9' 22" NB, 6° 25' 47" OL  | 519514 | Upload foto              |
| De Boekhorst: dienstwoning                                                  | Bijgebouwen kastelen enz. | 1900-1910                                          |                | Boekhorstlaan 14        | 52° 8' 40" NB, 6° 21' 31" OL  | 529063 | Upload foto              |
| De Boekhorst: boerderij                                                     | Bijgebouwen kastelen enz. | midden 19e eeuw                                    |                | Boekhorstlaan bij 8     | 52° 9' 6" NB, 6° 21' 31" OL   | 529106 | Upload foto              |
| De Boekhorst: dubbele schuur                                                | Bijgebouwen kastelen enz. | midden 19e eeuw                                    |                | Boekhorstlaan bij 8     | 52° 9' 5" NB, 6° 21' 32" OL   | 529107 | Upload foto              |
| Huis de Velhorst                                                            | Kasteel, buitenplaats     | 1741                                               |                | Velhorst 5              | 52° 9' 24" NB, 6° 20' 2" OL   | 520294 | Meer afbeeldingen        |
| De Velhorst: historische parkaanleg                                         | Tuin, park en plantsoen   | vroeg 19e eeuw                                     |                | Velhorst bij 5          | 52° 9' 24" NB, 6° 20' 3" OL   | 520295 | Meer afbeeldingen        |
| De Velhorst: koetshuis met stal                                             | Bijgebouwen kastelen enz. | waarschijnlijk 1741 (bouw) 1822 (verhoogd)         |                | Velhorst bij 5          | 52° 9' 24" NB, 6° 20' 2" OL   | 520296 | Meer afbeeldingen        |
| De Velhorst: twee schuren                                                   | Tuin, park en plantsoen   | 18e eeuw (schuur1) laat 19e eeuw (schuur2)         |                | Velhorst bij 5          | 52° 9' 24" NB, 6° 20' 2" OL   | 520297 | Upload foto              |
| De Velhorst: koepels                                                        | Tuin, park en plantsoen   | eerste kwart 19e eeuw                              |                | Velhorst bij 5          | 52° 9' 24" NB, 6° 20' 3" OL   | 520298 | Upload foto              |
| De Velhorst: inrijhek                                                       | Tuin, park en plantsoen   | laatste kwart 19e eeuw                             |                | Velhorst bij 5          | 52° 9' 24" NB, 6° 20' 3" OL   | 520299 | Meer afbeeldingen        |
| De Velhorst: tuinmuur en schutting                                          | Tuin, park en plantsoen   | 18e eeuw (oorsprong) 19e/20e eeuw (vernieuwd)      |                | Velhorst bij 5          | 52° 9' 24" NB, 6° 20' 3" OL   | 520300 | Upload foto              |
| De Velhorst: kassen en bakken                                               | Tuin, park en plantsoen   | 19e/20e eeuw                                       |                | Velhorst bij 5          | 52° 9' 24" NB, 6° 20' 3" OL   | 520302 | Upload foto              |
| De Velhorst: tuinsieraden (sokkels en vaas)                                 | Tuin, park en plantsoen   | eerste kwart 18e eeuw                              |                | Velhorst bij 5          | 52° 9' 24" NB, 6° 20' 3" OL   | 520303 | Upload foto              |
| De Velhorst: chauffeurswoning                                               | Dienstwoning              | ca. 1920                                           |                | Velhorst bij 5          |                               | 530798 | Upload foto              |
| De Velhorst: boerderijcomplex Nieboer                                       | Boerderij                 | eerder dan 1825                                    |                | Velhorst bij 5          |                               | 530799 | Upload foto              |
| De Velhorst: bakhuis                                                        | Boerderij                 | vroeg 20e eeuw                                     |                | Velhorst bij 5          |                               | 530800 | Upload foto              |
| De Velhorst: waterput                                                       | Straatmeubilair           | 19e eeuw                                           |                | Velhorst bij 5          |                               | 530801 | Upload foto              |
| De Velhorst: uitgebouwde steltenberg                                        | Bijgebouwen kastelen enz. | 19e eeuw                                           |                | Velhorst bij 5          |                               | 530802 | Upload foto              |
| De Velhorst: schuurberg                                                     | Boerderij                 | eerste kwart 20e eeuw                              |                | Velhorst bij 5          |                               | 530803 | Upload foto              |
| De Velhorst: kaberg                                                         | Boerderij                 | eerste kwart 20e eeuw                              |                | Velhorst bij 5          |                               | 530804 | Upload foto              |
| De Velhorst: Boerderij "Aytink"                                             | Boerderij                 | 1708                                               |                | Velhorst bij 5          |                               | 530805 | Upload foto              |
| De Velhorst: middenlangdeelschuur                                           | Boerderij                 | eerste kwart 20e eeuw                              |                | Velhorst bij 5          |                               | 530806 | Upload foto              |
| De Velhorst: kapberg                                                        | Boerderij                 | eerste kwart 20e eeuw                              |                | Velhorst bij 5          |                               | 530807 | Upload foto              |
| De Velhorst: boerderij "Scholten"                                           | Boerderij                 | 18e eeuw                                           |                | Velhorst bij 5          |                               | 530808 | Upload foto              |
| De Velhorst: middenlangsdeelschuur                                          | Boerderij                 | begin 20e eeuw                                     |                | Velhorst bij 5          |                               | 530809 | Upload foto              |
| De Velhorst: kapberg                                                        | Boerderij                 |                                                    |                | Velhorst bij 5          |                               | 530810 | Upload foto              |
| Ruïne Nettelhorst                                                           | Kasteel, buitenplaats     | 16e eeuw                                           |                | Ruïnelaan 5             | 52° 9' 33" NB, 6° 27' 28" OL  | 530927 | Meer afbeeldingen        |
| Nettelhorst: Historische tuin- en parkaanleg                                | Tuin, park en plantsoen   |                                                    |                | Ruïnelaan 5             | 52° 9' 25" NB, 6° 27' 39" OL  | 530928 | Meer afbeeldingen        |
| Nettelhorst: Bouwhuis                                                       | Bijgebouwen kastelen enz. | 1760                                               |                | Ruïnelaan 5             | 52° 9' 32" NB, 6° 27' 32" OL  | 530929 | Meer afbeeldingen        |
| Nettelhorst: Schuur                                                         | Bijgebouwen kastelen enz. | 1760                                               |                | Ruïnelaan 5             | 52° 9' 33" NB, 6° 27' 33" OL  | 530930 | Upload foto              |